# أهلا حماتي
أهلا حماتي مسلسل درامي سوري من نوع الاجتماعي كوميدي للمخرج اسعد عيد بدأ عرضه على قناة قناة سورية في عام 1997م واستمر عرض هذا مسلسل على مدى 19 حلقة فقط 

## قصة مسلسل
مسلسل تليفزيوني من إنتاج شركة القلمون عام 1997 وتدور أحداثه في قالب من الكوميديا الاجتماعية والمواقف المضحكة والمثيرة حول تدخل الحماة في شؤون ابنائها وزوجاتهم، كما يتناول مسلسل أهلاً حماتي في قالب من الكوميديا الساخرة طبيعة العلاقات الزوجية التي تتحول من الهدوء الأسري إلى مرحلة الخلافات الأسرية والمشاكل المنزلية.

## بطولة
- وفاء الموصللي
- ريم عبد العزيز
- حسام عيد
- جهاد سعد
- هالة حسني
- نجاح حفيظ
- سليم التركماني
- أندريه سكاف
- عصام عبه جي
- لينا حوارنة